# Didier Burkhalter
Pour les articles homonymes, voir Burkhalter.
Didier Eric Burkhalter, né le 17 avril 1960 à Auvernier, canton de Neuchâtel, est une personnalité politique suisse, membre du Parti libéral-radical. Il est conseiller fédéral de 2009 à 2017 et président de la Confédération suisse en 2014.

## Biographie

### Jeunesse
Après des études universitaires en économie politique à l'Université de Neuchâtel, il devient rédacteur économique, puis se lance dans la politique dans le cadre du Parti radical-démocratique.

### Carrière politique
De 1991 à 2005, il est membre du gouvernement de la ville de Neuchâtel, dont il assure la présidence à trois reprises. À ce titre, il s'occupe notamment de la réalisation du nouveau stade de la Maladière, dans le cadre d'un partenariat public-privé.
Il exerce également le mandat de député au Grand Conseil neuchâtelois de 1990 à 2001, puis de conseiller national entre 2003 et 2007. Enfin, il est conseiller aux États de 2007 à 2009. Il est notamment l'auteur d'une motion ayant conduit à l'introduction d'une alerte enlèvement en Suisse.

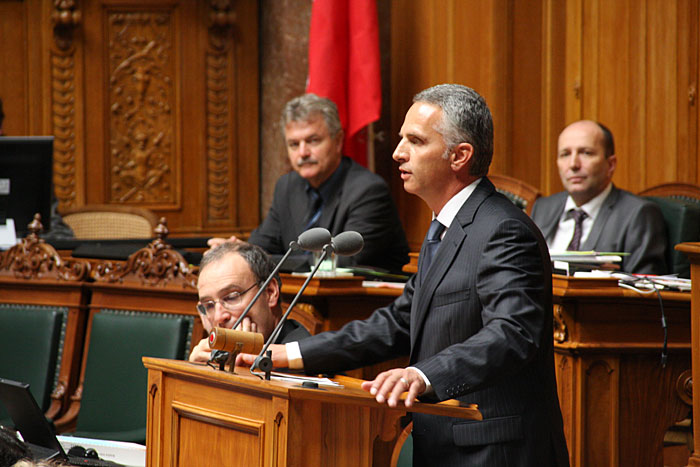
Didier Burkhalter le jour de son investiture en 2009.

Le 8 juillet 2009, il est le premier à annoncer sa candidature pour succéder au conseiller fédéral Pascal Couchepin et se voit confirmé dans le ticket final au côté de Christian Lüscher.
Le 16 septembre suivant, il est élu au Conseil fédéral (112e conseiller fédéral de l'histoire) au terme du quatrième tour avec 129 voix sur 245, sur le fil de l'aiguille selon certains observateurs. Le lendemain, la NZZ indique dans le titre de l'article concernant son élection « Der Anti-Couchepin ». Il entre en fonction le 1er novembre, en tant que chef du Département fédéral de l'intérieur. Réélu le 14 décembre 2011, il remplace Micheline Calmy-Rey, qui ne s'est pas représentée, au Département fédéral des affaires étrangères le 1er janvier 2012, en étant lui-même remplacé à l'Intérieur par le nouveau conseiller fédéral, Alain Berset.

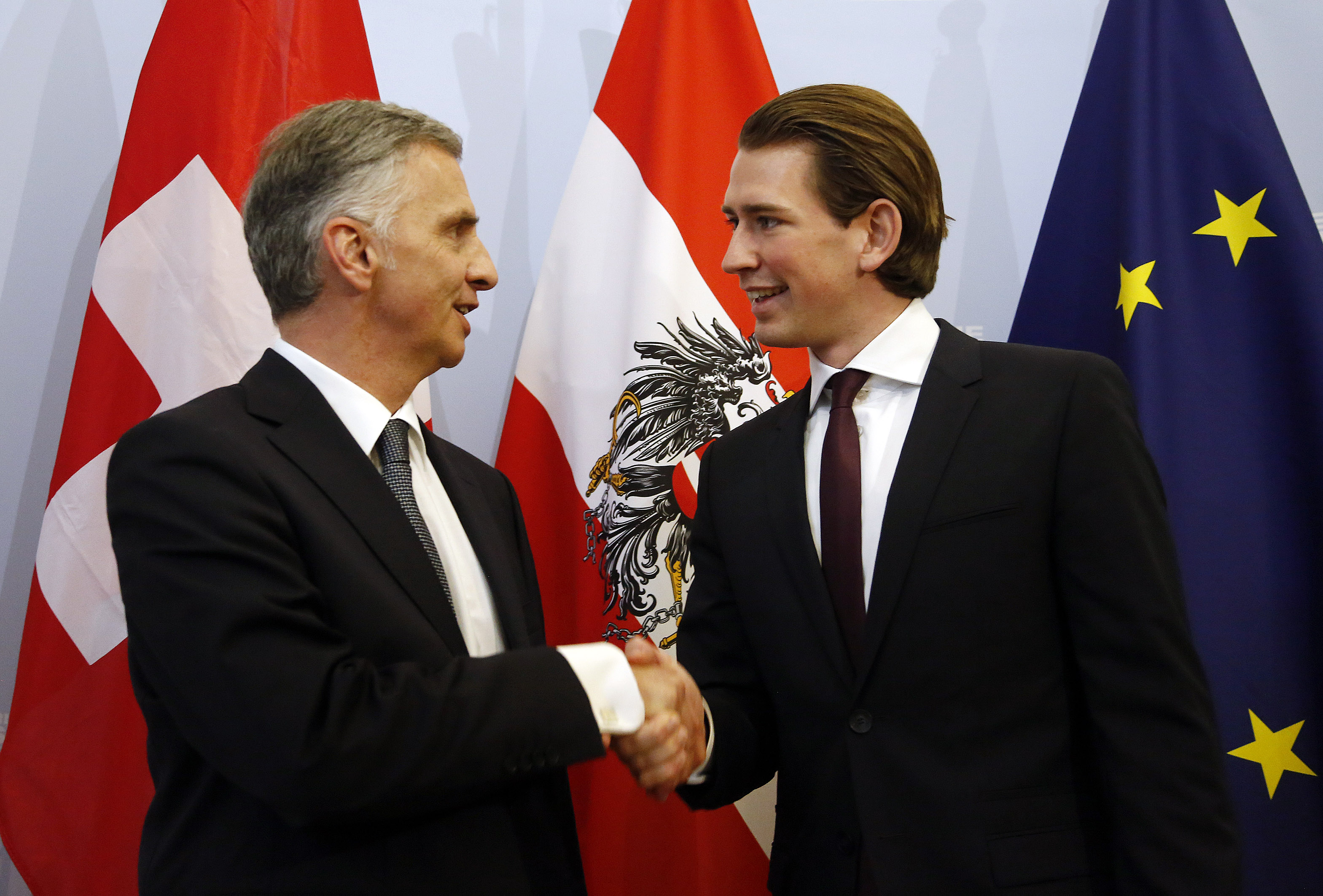
Didier Burkhalter et Sebastian Kurz en 2014.

Le 5 décembre 2012, il est élu vice-président de la Confédération pour l'année 2013 par 205 voix sur 219 bulletins valables.
Le 4 décembre 2013, il est élu par 183 voix sur 202 bulletins valables comme président de la Confédération pour l'année 2014.
En 2014, la Suisse préside l'OSCE et Didier Burkhalter assume la fonction de président en exercice.
Lors du renouvellement intégral du Conseil fédéral du 9 décembre 2015, il est réélu avec 217 voix sur 231 bulletins valables, obtenant ainsi le meilleur score. Le 14 juin 2017, il annonce sa démission pour le 31 octobre de la même année, désireux d'ouvrir une nouvelle page de sa vie. Il démissionne du poste de chef du Département fédéral des affaires étrangères le 22 septembre 2017 et est remplacé le 1er novembre suivant par le Tessinois Ignazio Cassis.

## Distinctions
Le 10 janvier 2015, il reçoit le prix du Suisse de l'année aux 13e SwissAward.

## Œuvres
- Terre minée, Éditions de L'Aire, 2019  (ISBN 978-2889560646)
- Mer porteuse, Éditions de L'Aire, 2018  (ISBN 978-2940586257)
- La où lac et montage se parlent, Éditions de L'Aire, 2018  (ISBN 978-2940586981)
- Enfance de terre, Éditions de L'Aire, 2017  (ISBN 978-2940586851)
- Genève, canton suisse 1814-2014 : La célébration du bicentenaire, Éditions Slatkine, 2014  (ISBN 978-2832106198)
- Jean Jacques Rousseau et la Suisse, Éditions Slatkine, 2012  (ISBN 978-2832105252)